# Йорданська арабська
Йорданська арабська — це сукупність взаємозрозумілих різновидів левантійської арабської мови, якою розмовляє населення Королівства Йорданія. Йорданська арабська є різновидом семітської мови з лексичним впливом англійської, турецької та французької. Нею говорять більше 6 мільйонів людей і розуміють в Леванті і, різною мірою, в інших арабських регіонах. Як і у всіх арабських країнах, використання мови в Йорданії характеризується диглосією; Арабська літературна мова (MSA) є офіційною мовою країни, що використовується в більшості письмових документів і ЗМІ, в той час як повсякденні розмови ведуться місцевим розмовним діалектом.

## Зовнішні впливи
Британська англійська має великий вплив на йорданську левантійську, в залежності від регіону. Англійська широко поширена у багатьох регіонах, особливо в західній частині країни. Англійська лексика замінила рідну арабську у багатьох випадках. Літературною арабською говорять на телебаченні і на заняттях, де її використовується для цитування віршів та історичних фраз. Цією мовою записують і читають офіційні документи, якщо англійська не використовується. Проте, формальною арабською ніколи не говорять під час звичайної бесіди, адже це може бути незручно, бо в ній нема звичних запозичених слів англійського або французького походження. Літературна арабська мова викладається в більшості шкіл і велика кількість йорданців володіють навичками читання та письма офіційною арабською. Проте іноземцям, які проживають в Йорданії і вивчають левантійський діалект, взагалі важко зрозуміти офіційну мову, особливо, якщо вони не відвідують школу, де його викладають.
Наявні впливи інших мов: французька, турецька і перська. Можна знати багато запозичених слів з цих мов у йорданському діалекті, але не стільки, як з англійської. Тим не менше, студенти мають моживість вивчати французьку мову в школах. В країні існує невелика спільнота франкомовних людей, яких називають франкофонами.